# 松かさ

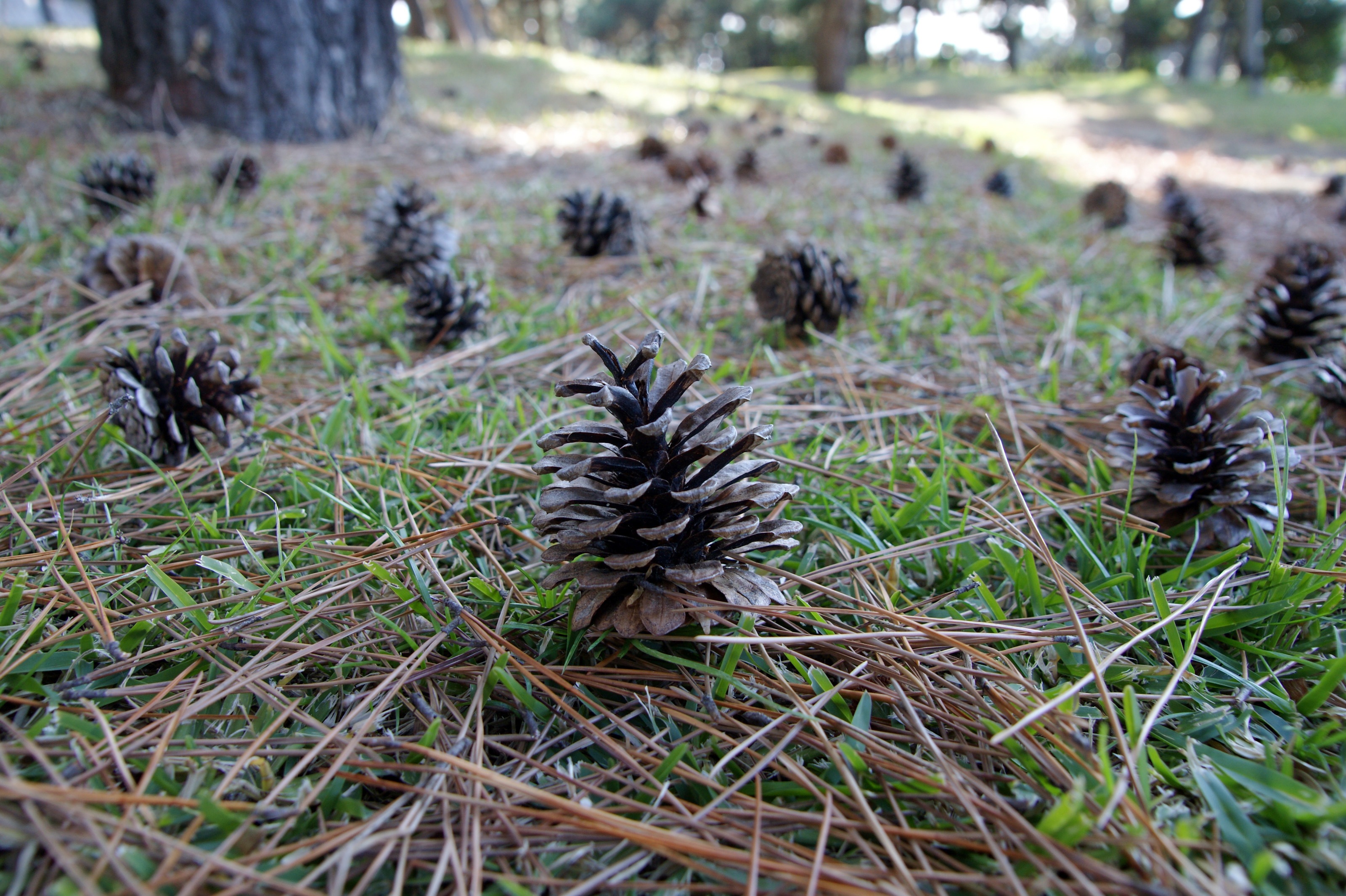
開いた状態の松かさ（クロマツ）

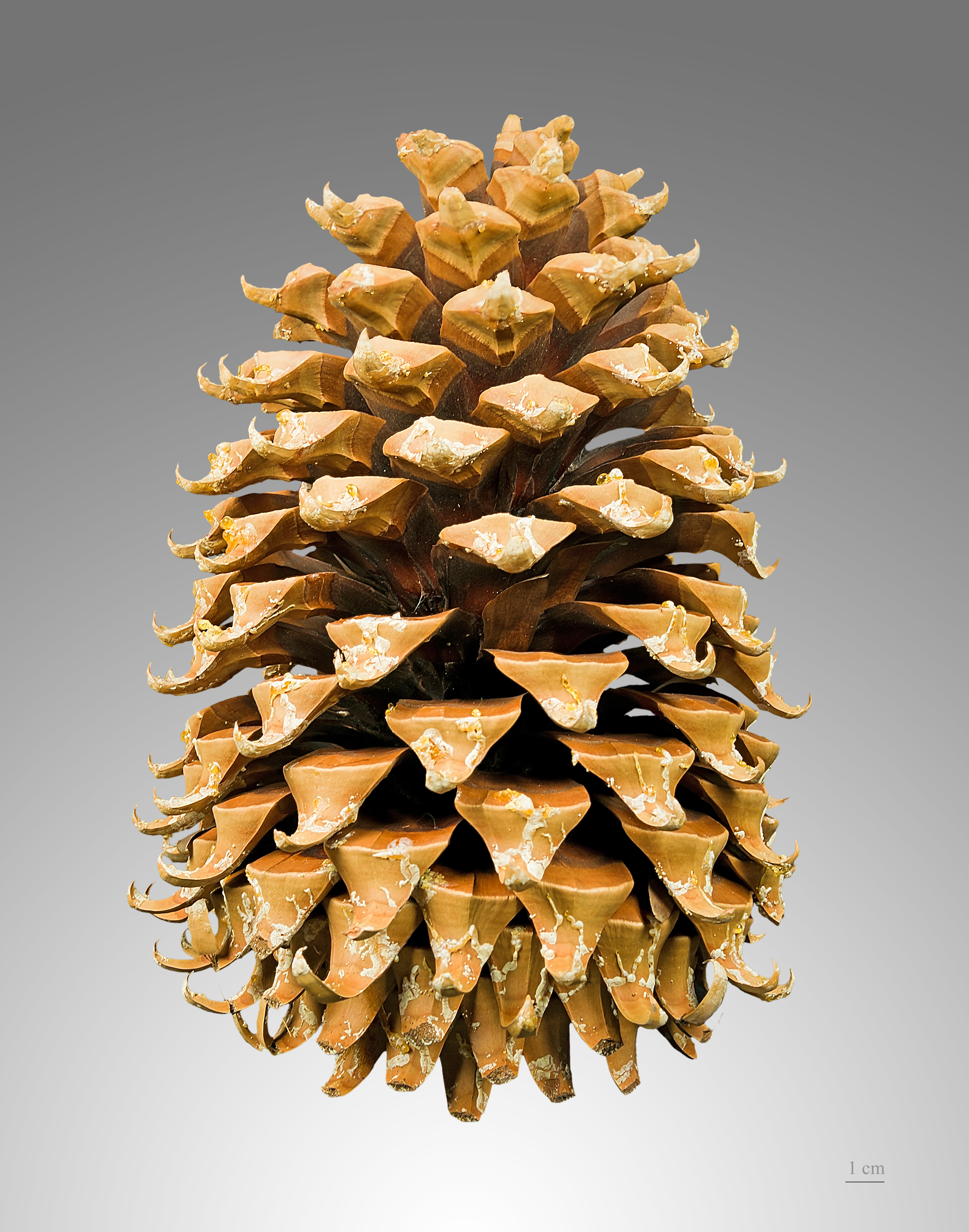
開いた状態の松かさ

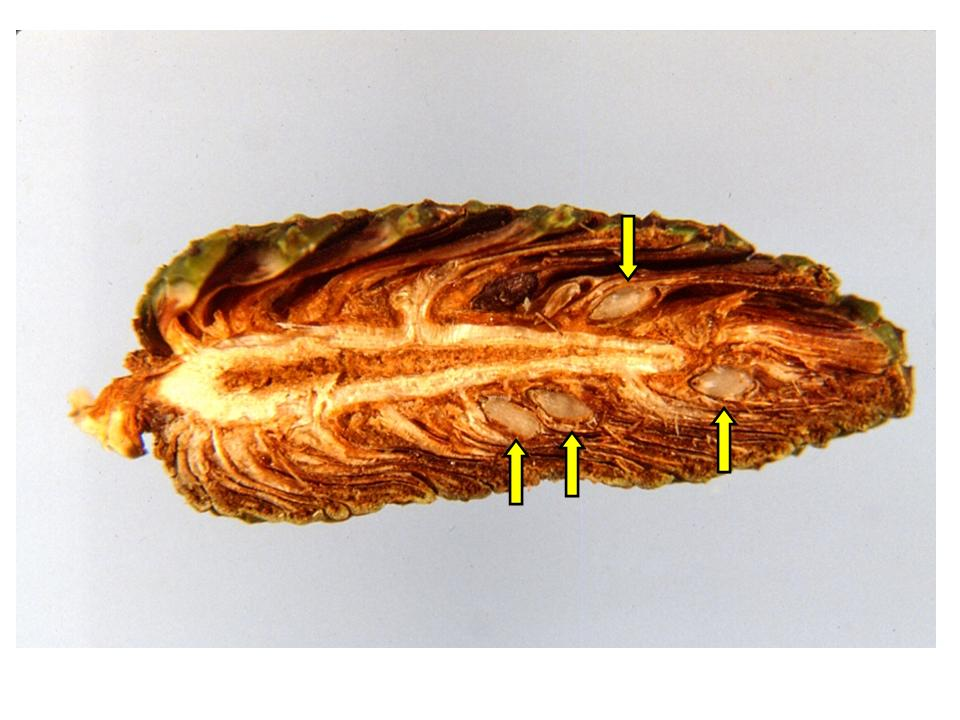
エキナタマツの成熟した松かさの断面図。種子が確認できる。

松かさ、松毬（まつかさ、英: conifer cone、pinecone）とは、松（マツ科マツ属）の球果のことである。松傘、松笠とも書き、「松毬」は「ちちり」「ちちりん」とも訓読する。まつぼっくり、松ぼくりともいう。これは、「松陰嚢（まつふぐり）」が転訛した語である。「松毛栗」は晩秋の季語となっている。
英語の "pineapple" （パイナップル、パインアップル）は、本来は「松の果実」という名前の通り松かさのことであったが、後に松かさに似た別の果物、すなわち現在のパイナップルを指すようになった（この場合の“apple”は、リンゴではなく単に果実を意味する）。

## 構造
松かさと呼ばれるマツの球果は、被子植物の子房が成熟してできる果実とは異なり、苞鱗と呼ばれる葉的器官と種子を含む種鱗とからなる鱗片が軸に螺旋状についてできている。
種子の成熟には2年かかるので、マツの枝を観察すると、先端に今年の雌花、1年枝の根元に昨年から成長した未熟な松かさ、更に下には種子を放出した後の松かさがついているのが確認できることがある。種子を放出してしばらくすると、松かさは枝からはずれて地上に落ちる。このとき、松かさは大きく開いてやや球形に近くなる。
一般に二・三葉マツ（Pinus 亜属）の球果は硬く卵型、五葉マツ（Strobus 亜属）のそれは軟らかくカプセル型で素手でも容易に分解できる傾向がある。ただし、 Strobus亜属の一部には五葉でも卵型で硬いものがあり、短枝を構成する葉の数と球果の形は完全には対応しない。

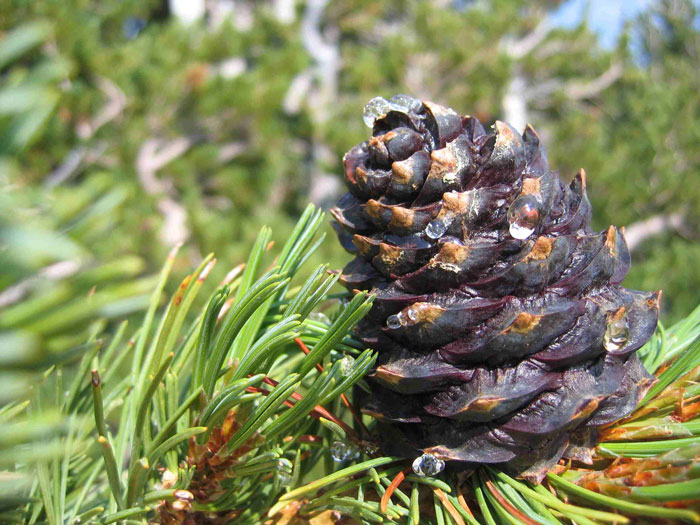
P. albicaulis（五葉、Strobus亜属）
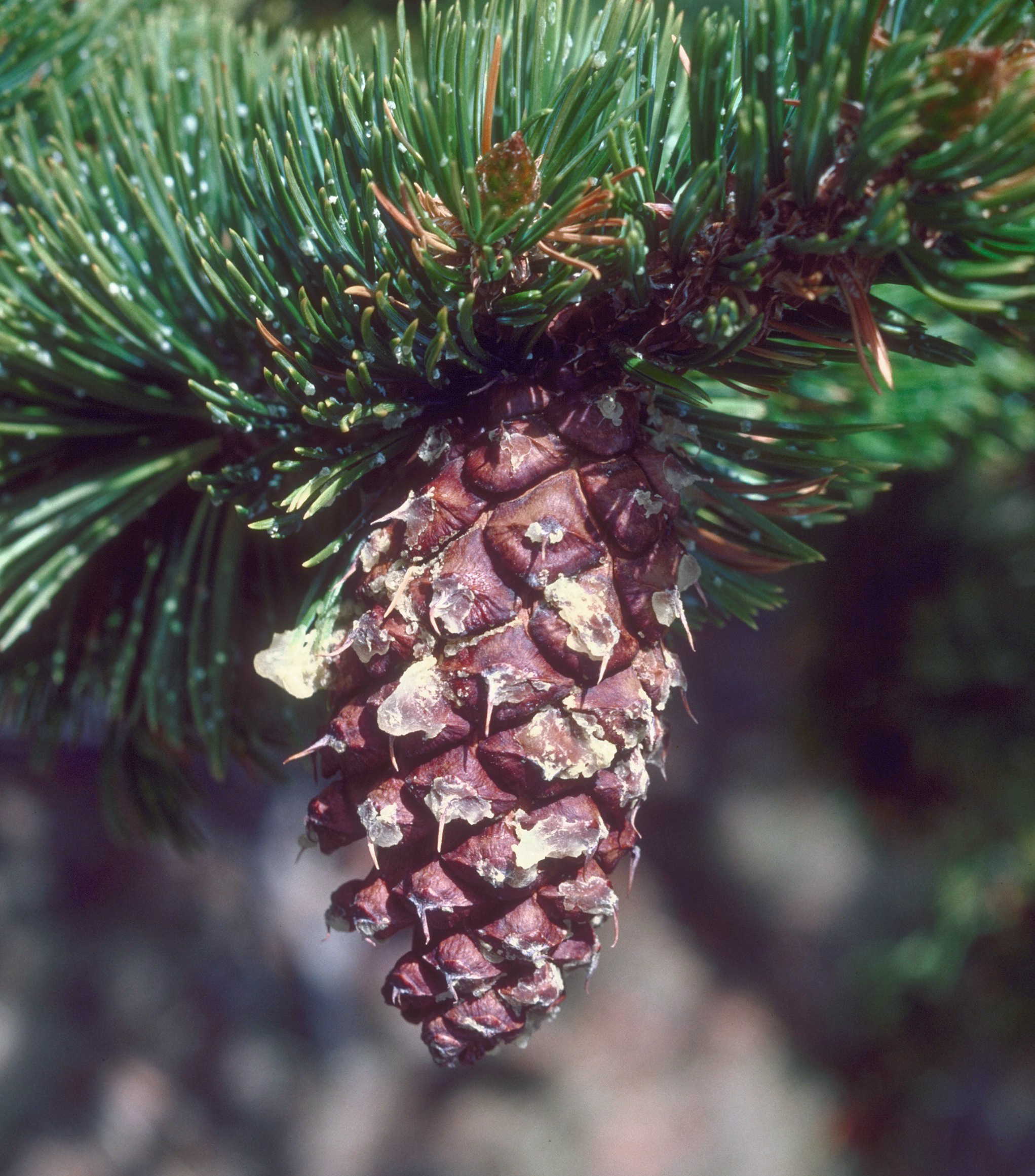
P. aristata（五葉、Strobus亜属）
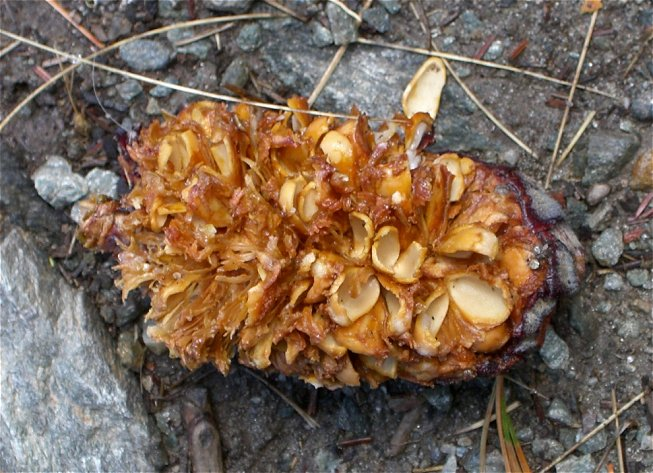
動物に食べられたP. cembraの球果（五葉、Strobus亜属）
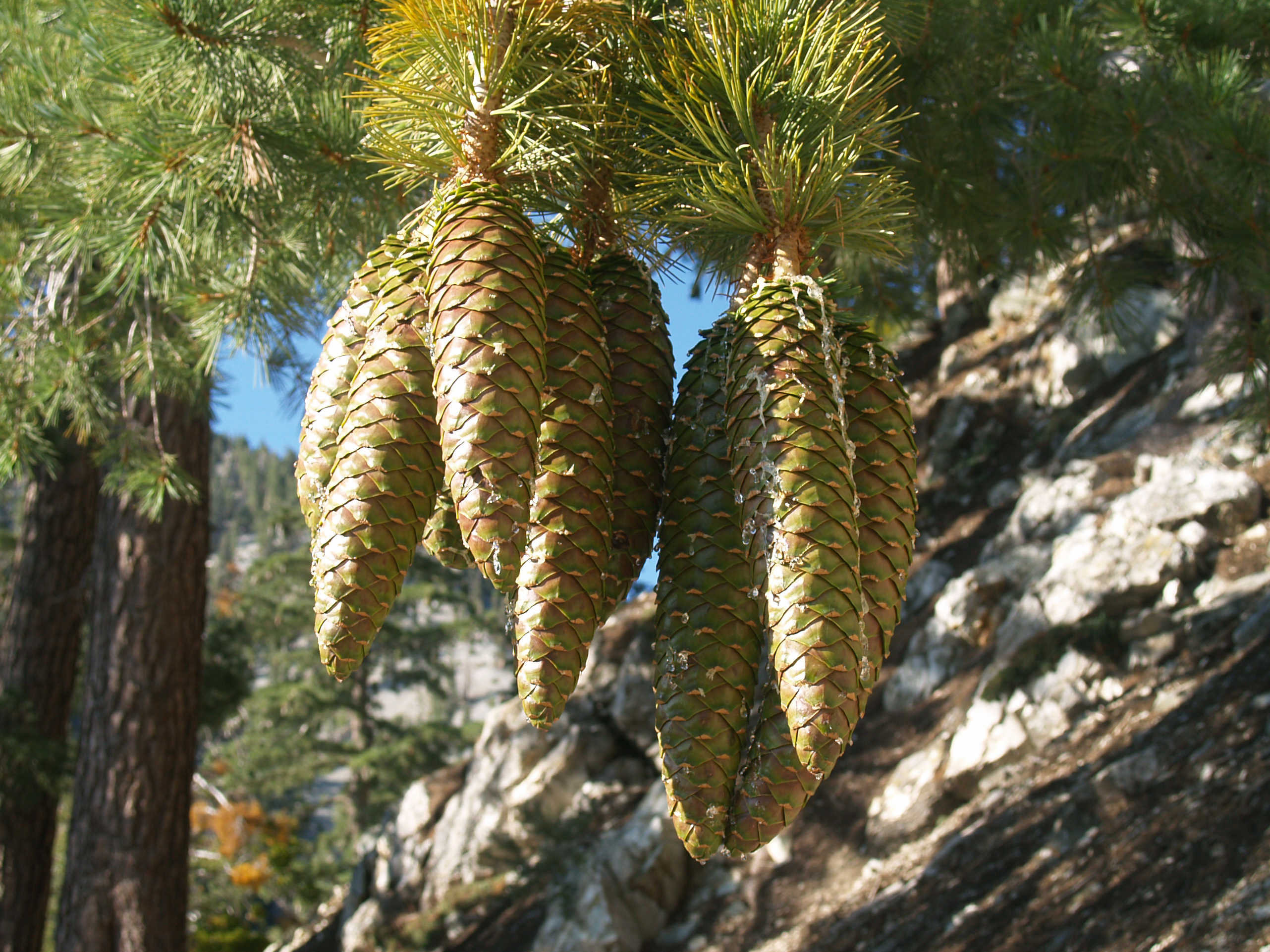
最大60cmにもなるP. lambertiana（五葉、Strobus亜属）
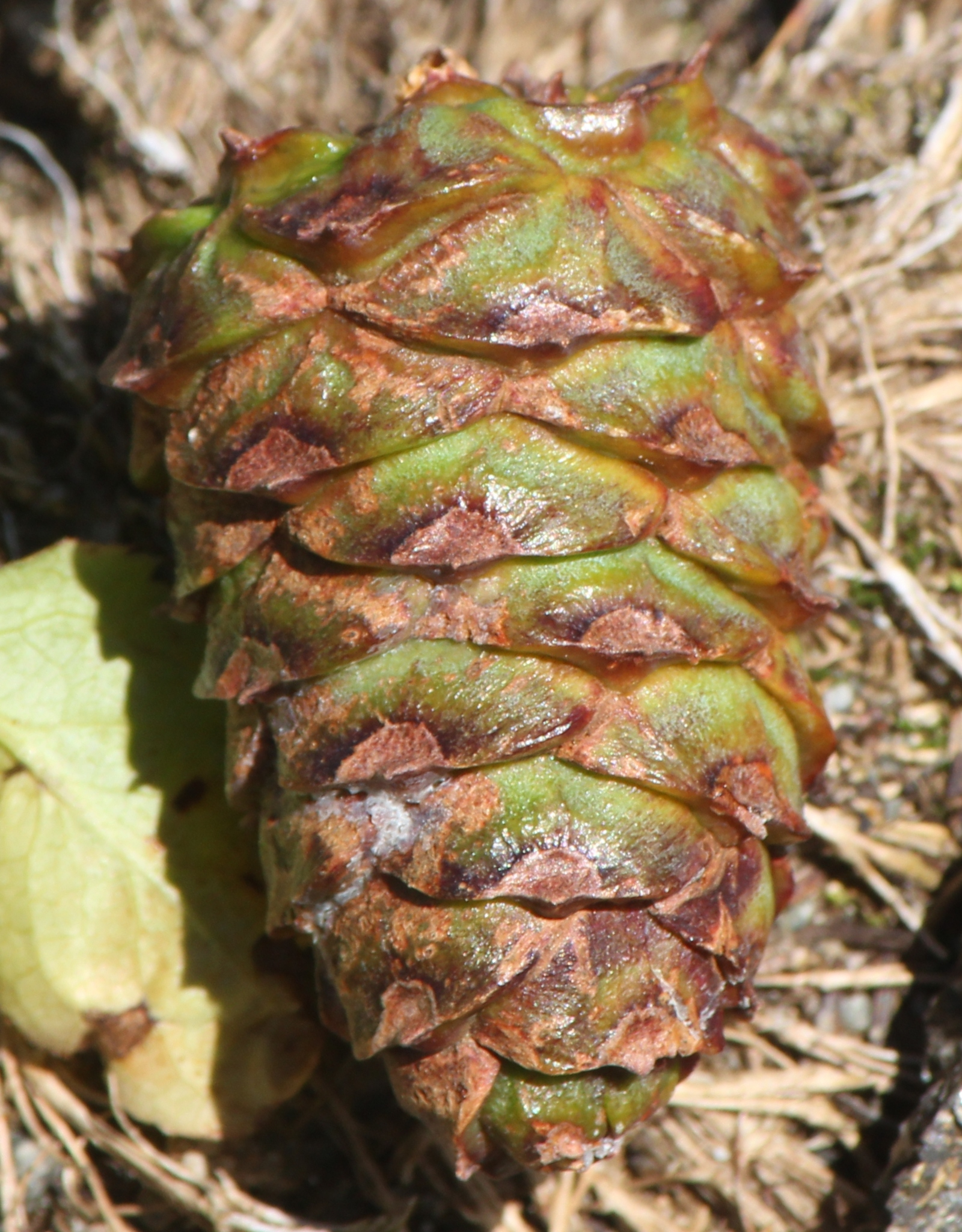
ハイマツ（Strobus亜属）

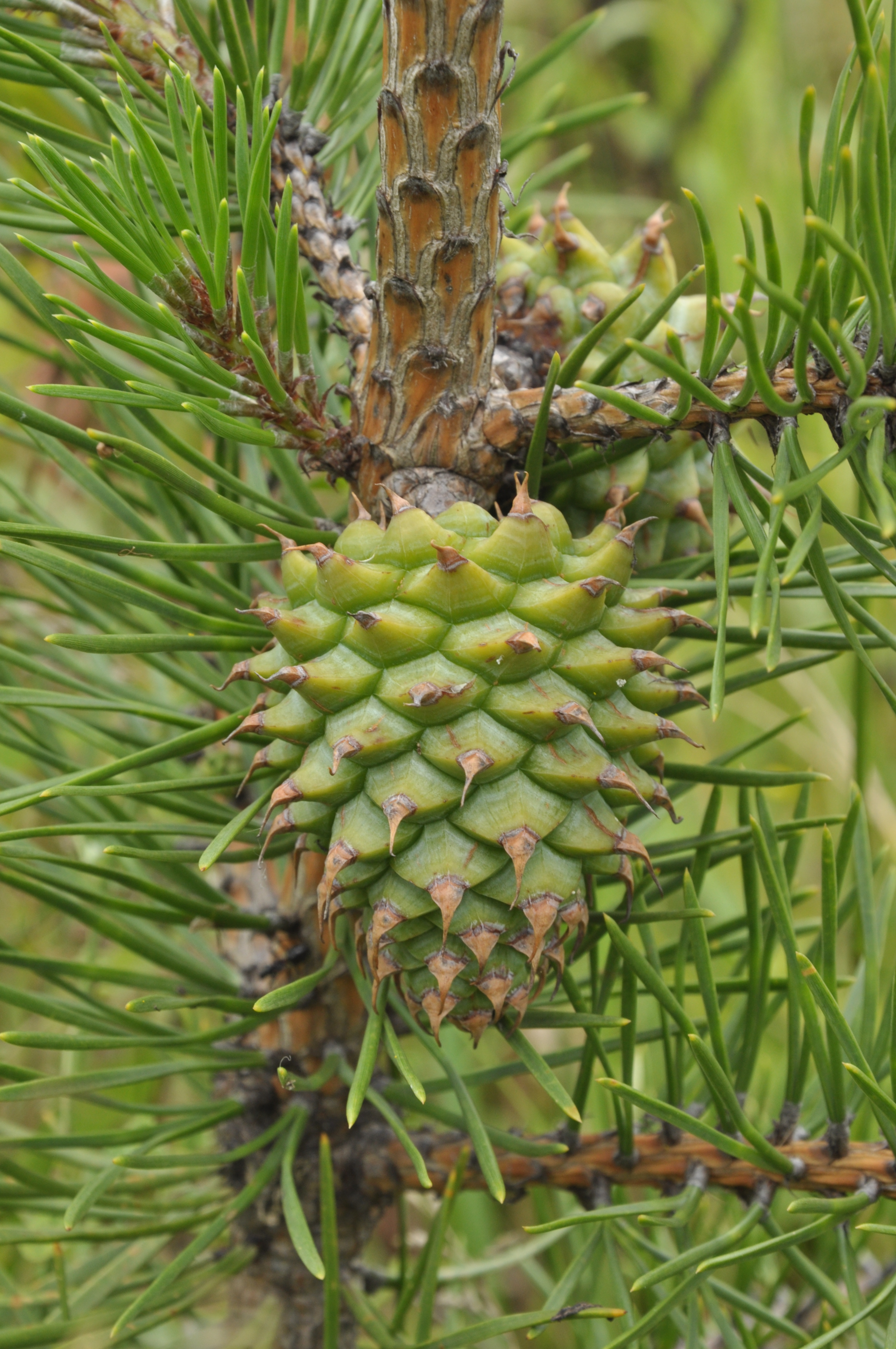
P. pungens（二葉、Pinus亜属）
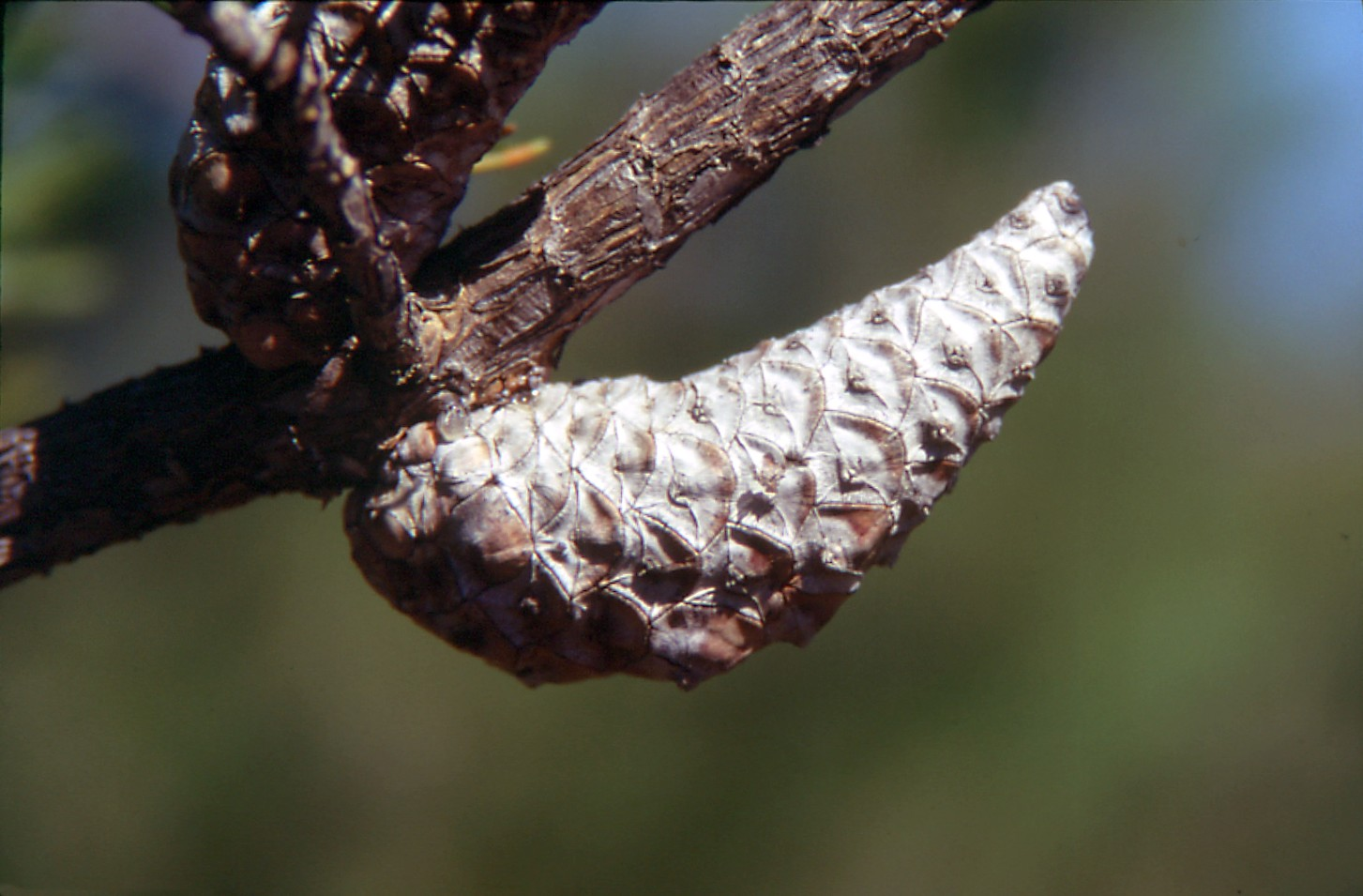
P. banksiana（二葉、Pinus亜属）
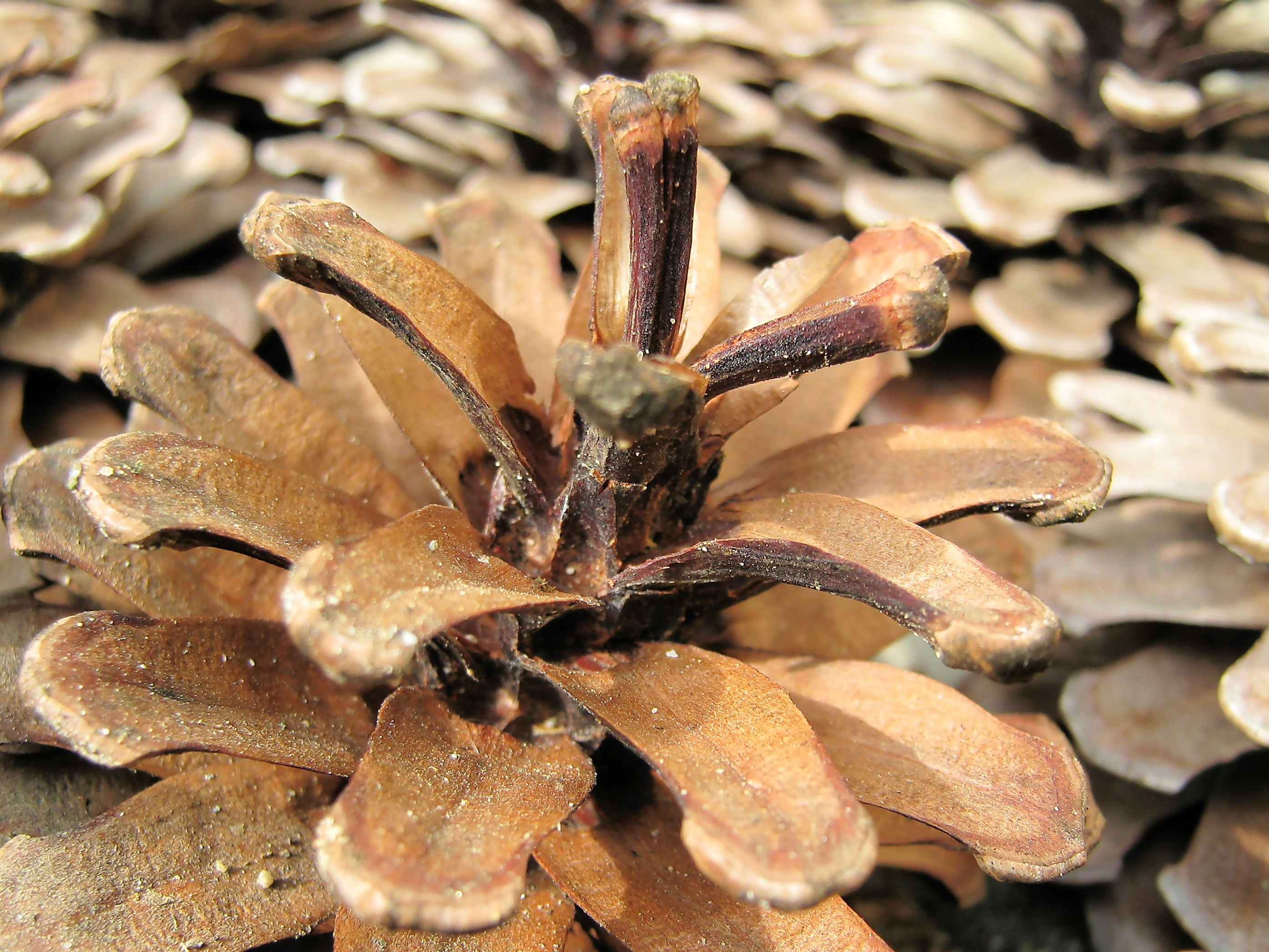
アカマツ（Pinus亜属）
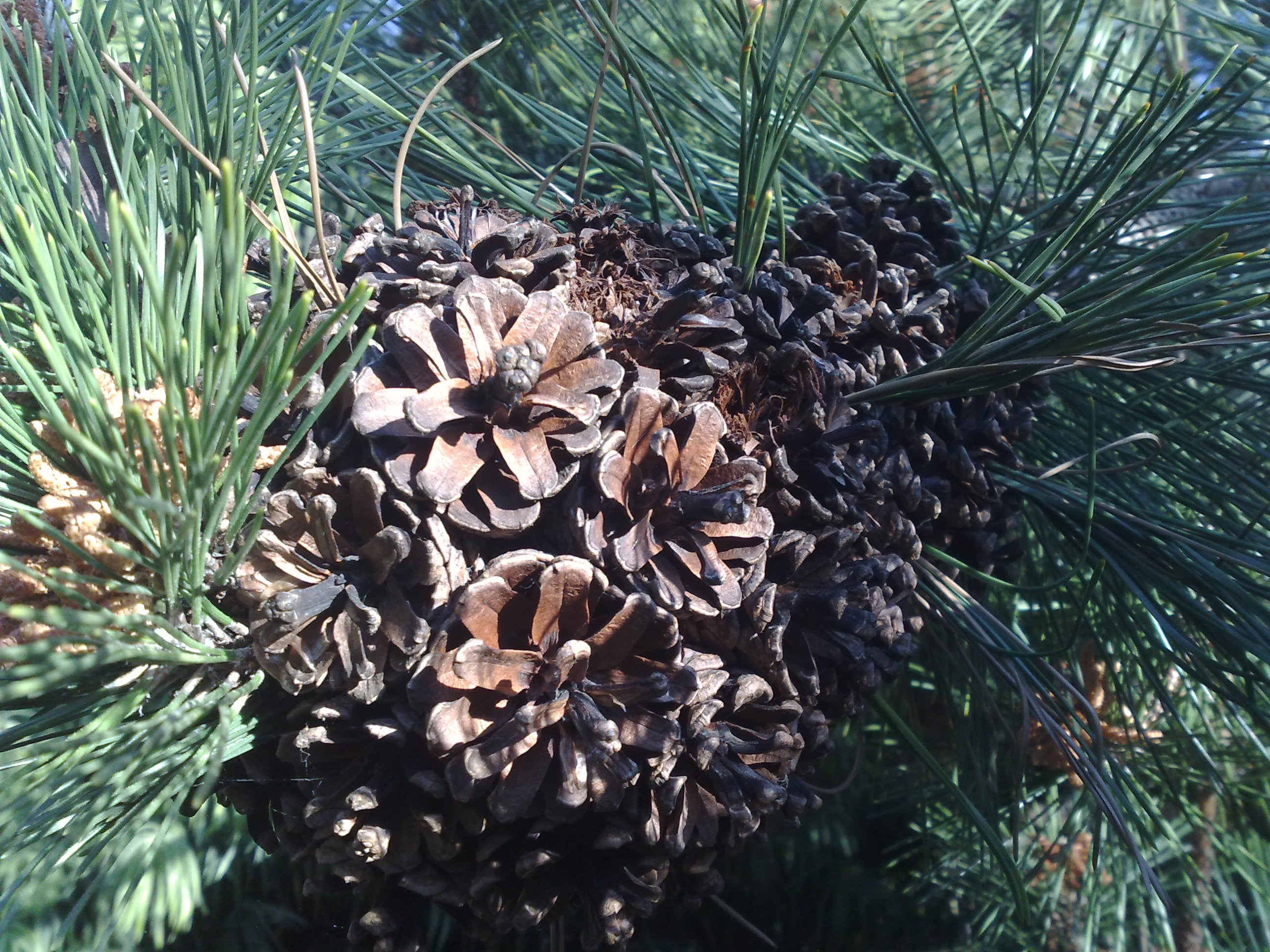
クロマツ（Pinus亜属）

## 生態
アカマツやクロマツのように風による種子散布を行う種においては、種子が成熟すると、松かさを構成する鱗片は反り返り、そのすき間を外に広げる。風散布性のマツの種子には「種子翼」という羽根状の付属物がついており、松かさから地上に落ちる間に風に乗って散らばる。
ハイマツやチョウセンゴヨウのように動物による散布を行う種においては、種子が成熟しても松かさが開くことはなく、動物が種子を捕食する際に松かさごと運ばれてこぼれることで散布を行う。日本の高山帯に分布するハイマツの散布者としてはホシガラスが重要である。チョウセンゴヨウはリスなどによる貯食に依存して種子散布を行っている。
また、松かさは水につけると鱗片を閉じ、逆に乾燥すると開く機構を持っている。これを利用して山火事に依存した種子散布を行う種もある。アメリカ合衆国のヨセミテ国立公園などに生えているコントルタマツ（Pinus contorta、英: Lodgepole Pine）の松かさは火事になると裂開し、種子を地面に捲き散らす。この地域のように、山火事が多い地域では、それに適応した繁殖を行う植物も数多い。こぼれた種子は火事のあとの焼け野原で発芽し、森林が再生する。逆に、火事が起きないとコントルタマツの松かさは開かないため、このヨセミテ国立公園では山火事も自然現象のひとつとして捉え、火事が起きても火を消さない。このような火災の熱で開く松かさは晩生球果（英語: serotinous cone）などと呼ばれ、マツ属の中でも Pinus 亜属のAustrale、Oocarpae、Contortae の各亜節に含まれる一部の種に見られる。

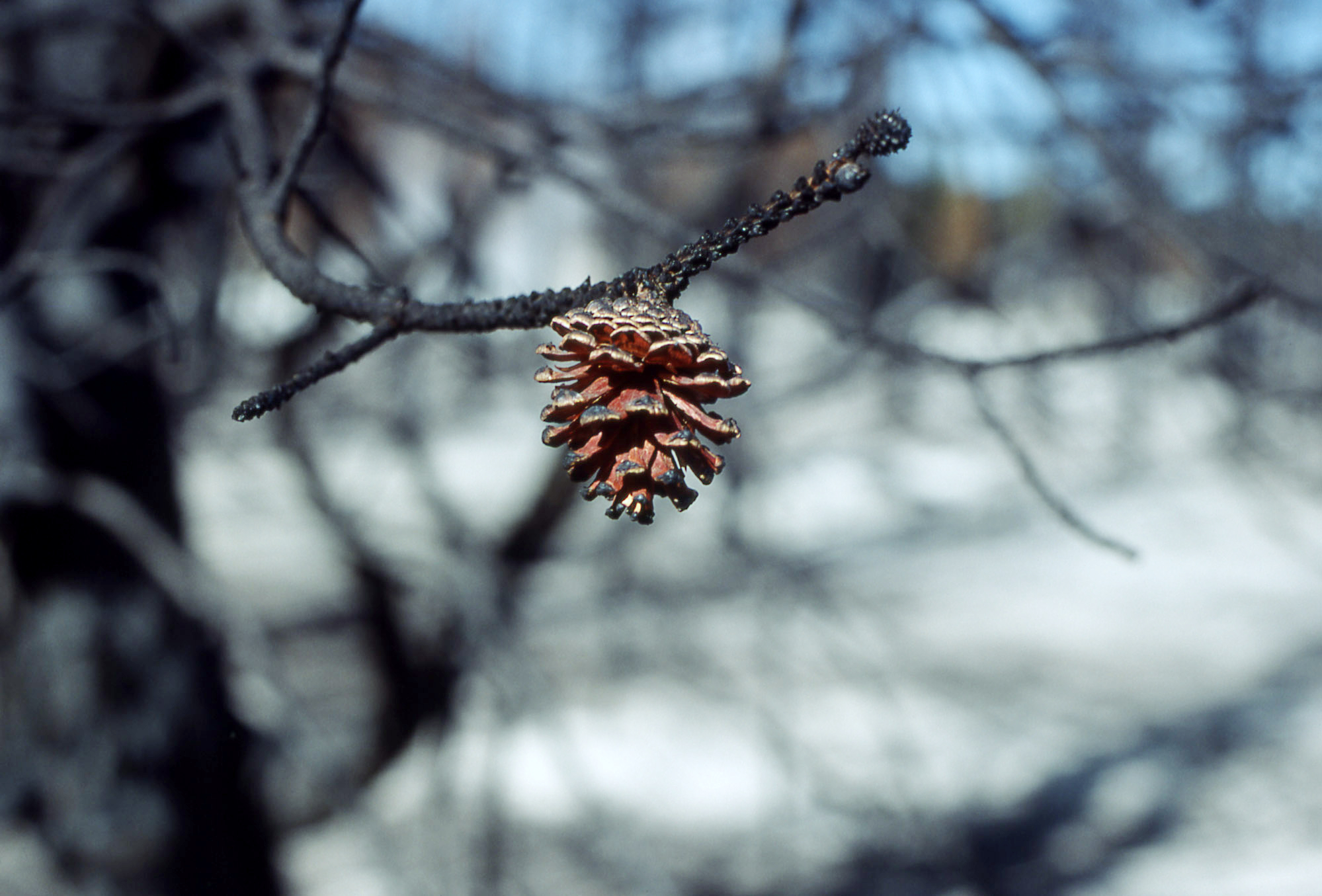
火災で開く P. contorta の球果
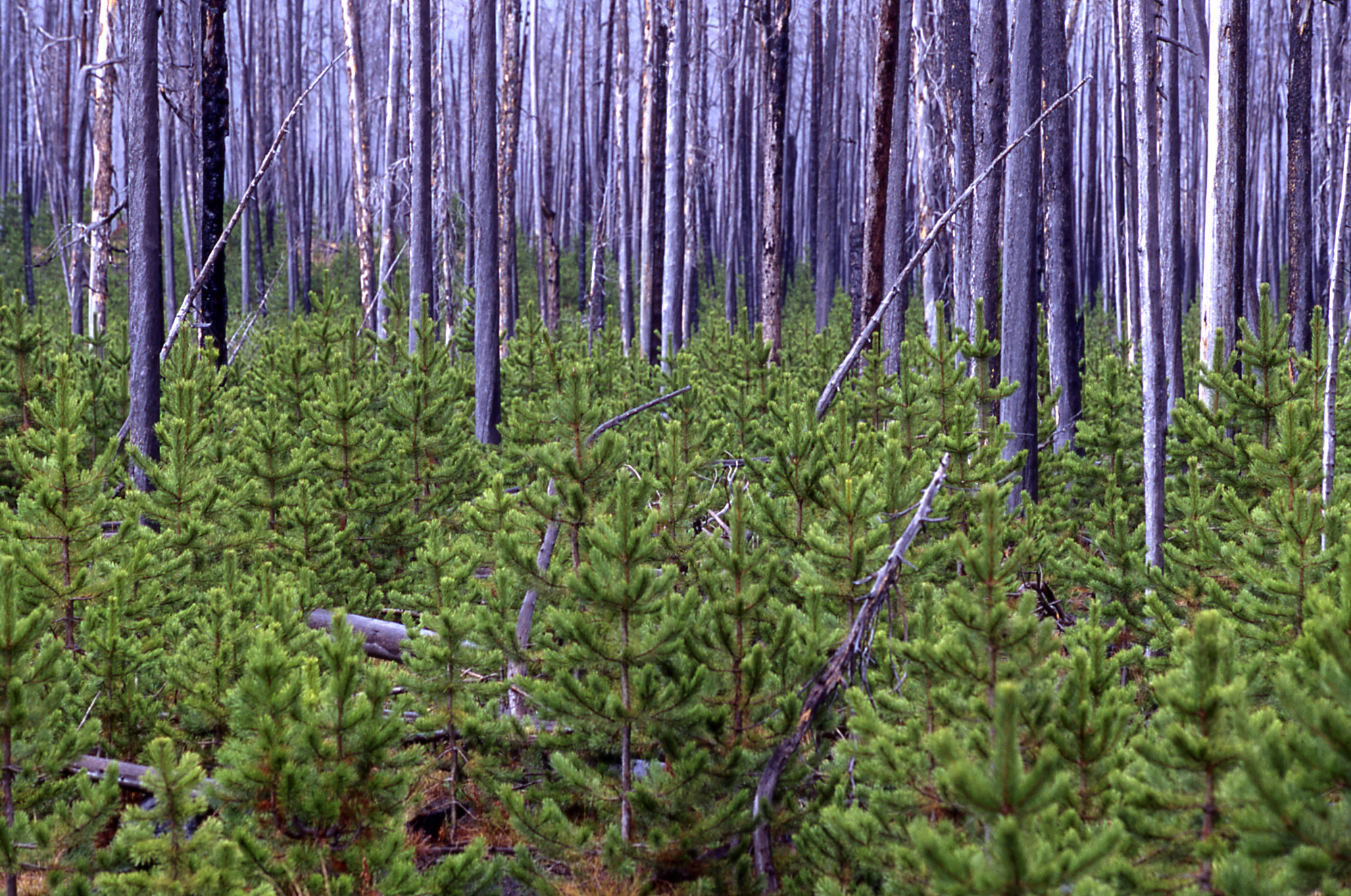
火災後一斉に生えてきた P. contorta の苗木

## 文化・利用
アカマツやクロマツなどの松かさはその形が面白く、大きさも手頃で、よく保存されるので、子どものおもちゃなどによく用いられる。時には工芸品などに加工されることもある。水で濡らすとかさを閉じ、乾かすと再び開くという性質を生かし、かさが開いている状態では入らず、閉じていれば入るような大きさの口を持つ容器に入れることもある。
また、松脂を含み、燃えやすい形状のため、天然の着火剤としても優秀である。キャンプ用品の中には、松かさ1個から数個でシエラカップ1個分のお湯を沸かすキャンピングコンロも販売されている。
未成熟な状態の松かさは砂糖で煮付けてヴァレニエにされたりフランス料理のソースや酒の香り付けに使われるなど食用になる。また精油もとられる。成熟した松かさから得られる種子は松の実と呼ばれ、食用となる。

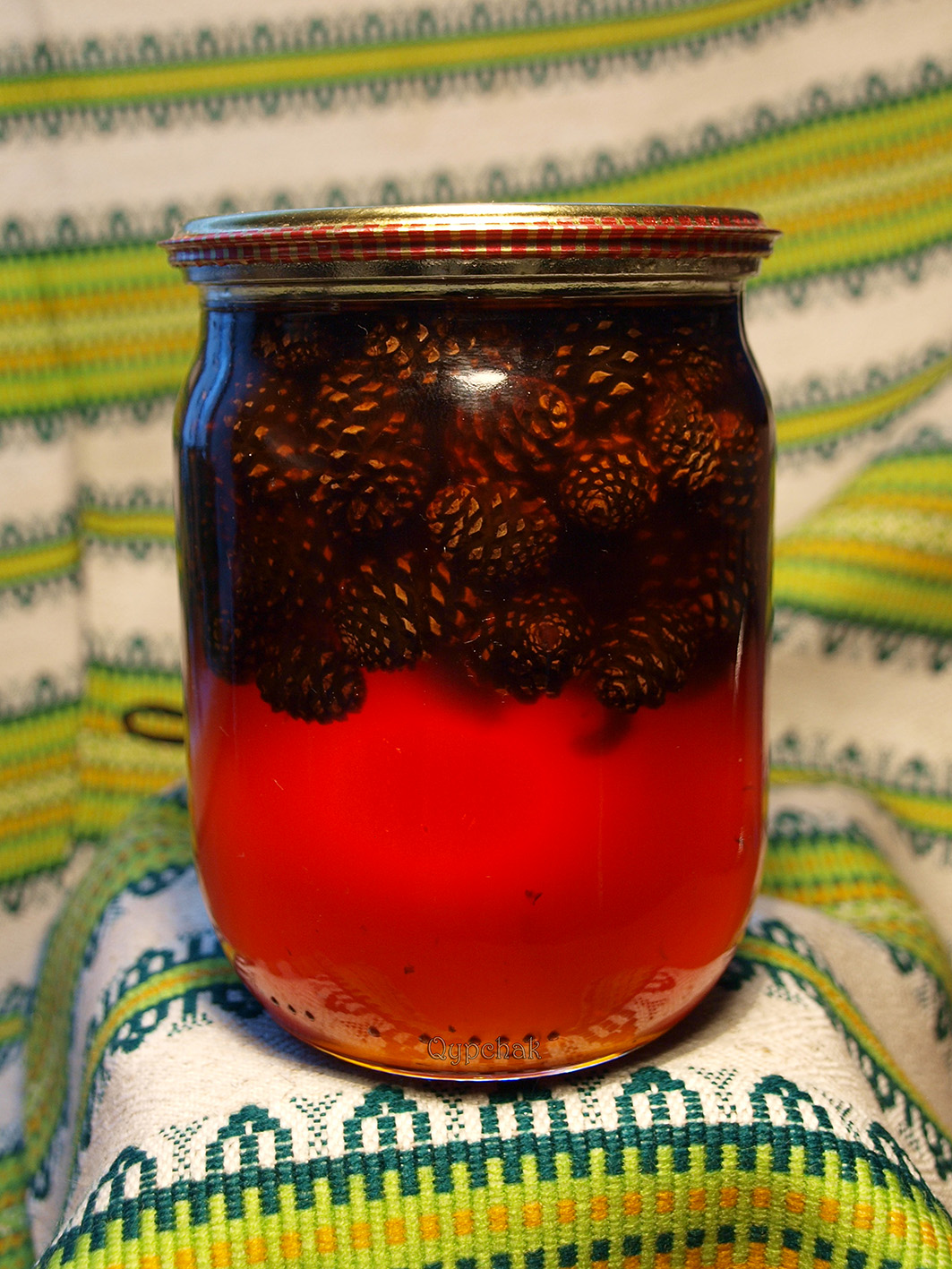
ロシアでお茶請けとなる松かさのヴァレニエ
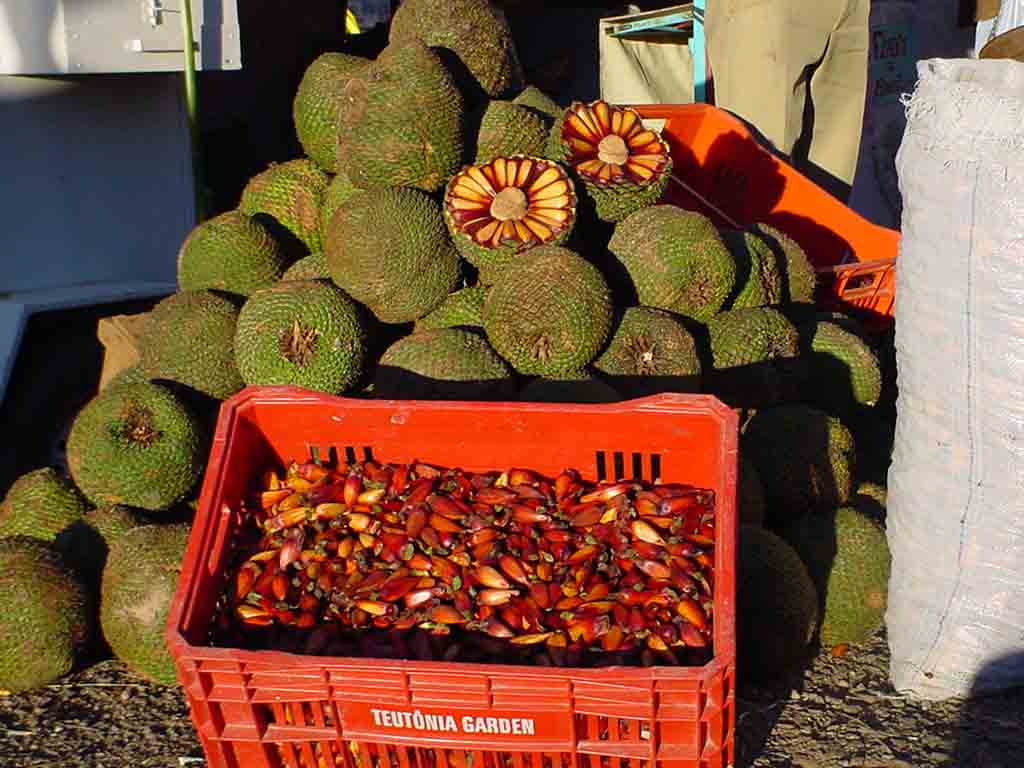
食用となるナンヨウスギの実
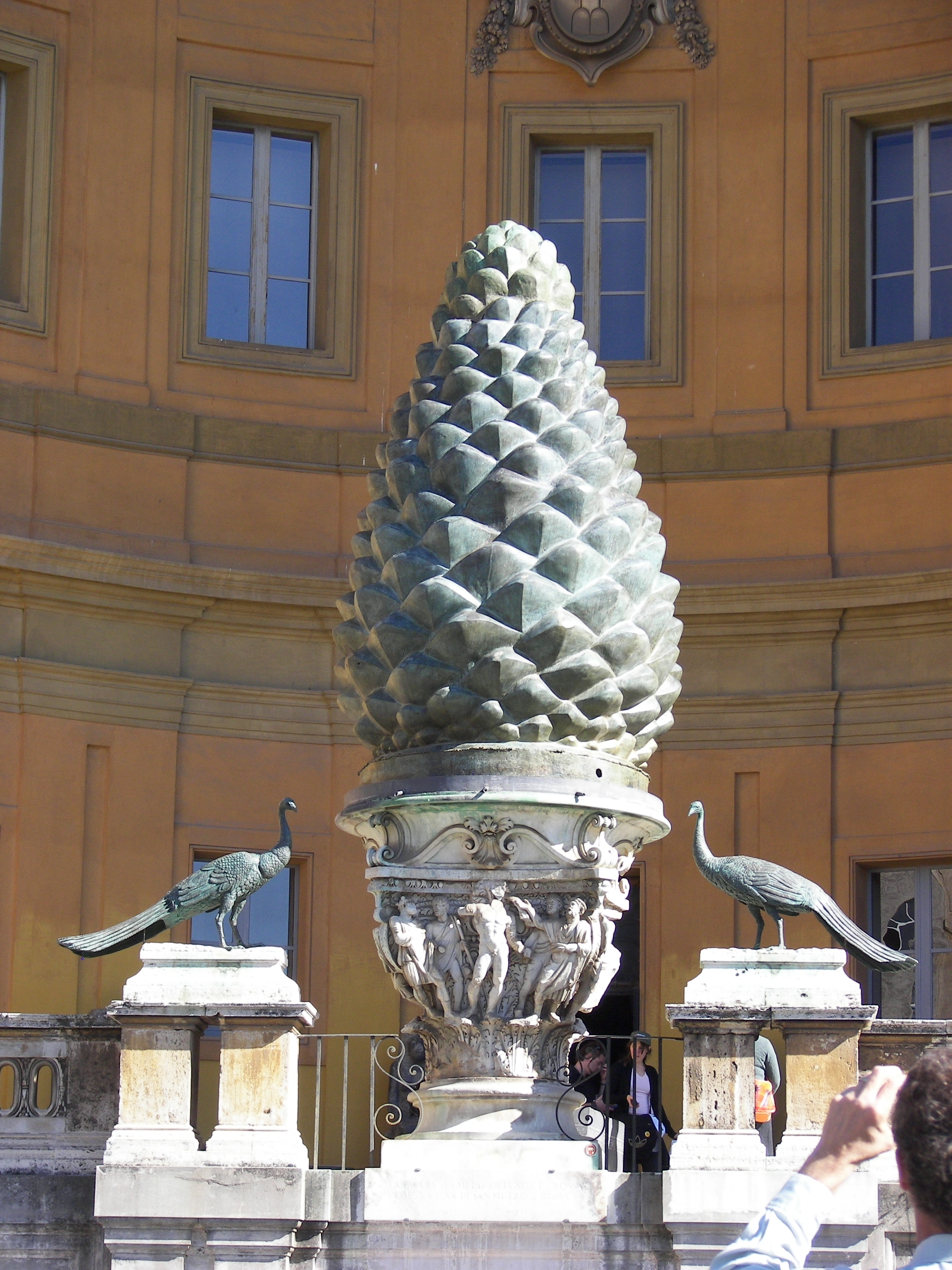
バチカン美術館の庭にある像
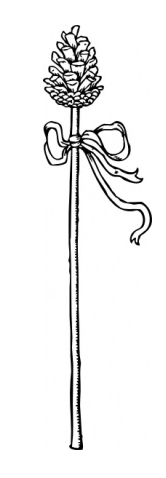
豊穣神ディオニューソスと、その信者が持つ杖テュルソス

## 松かさ状の花序
被子植物のハンノキなどのカバノキ科の植物やモクマオウ科の植物などは松かさに似た花序をつける。いずれも楕円形で、多数の鱗片が螺旋状に並んだものをつけ、その鱗片が隙間を広げて種子散布すると、その全体が硬く乾燥して枯れ、落下する。

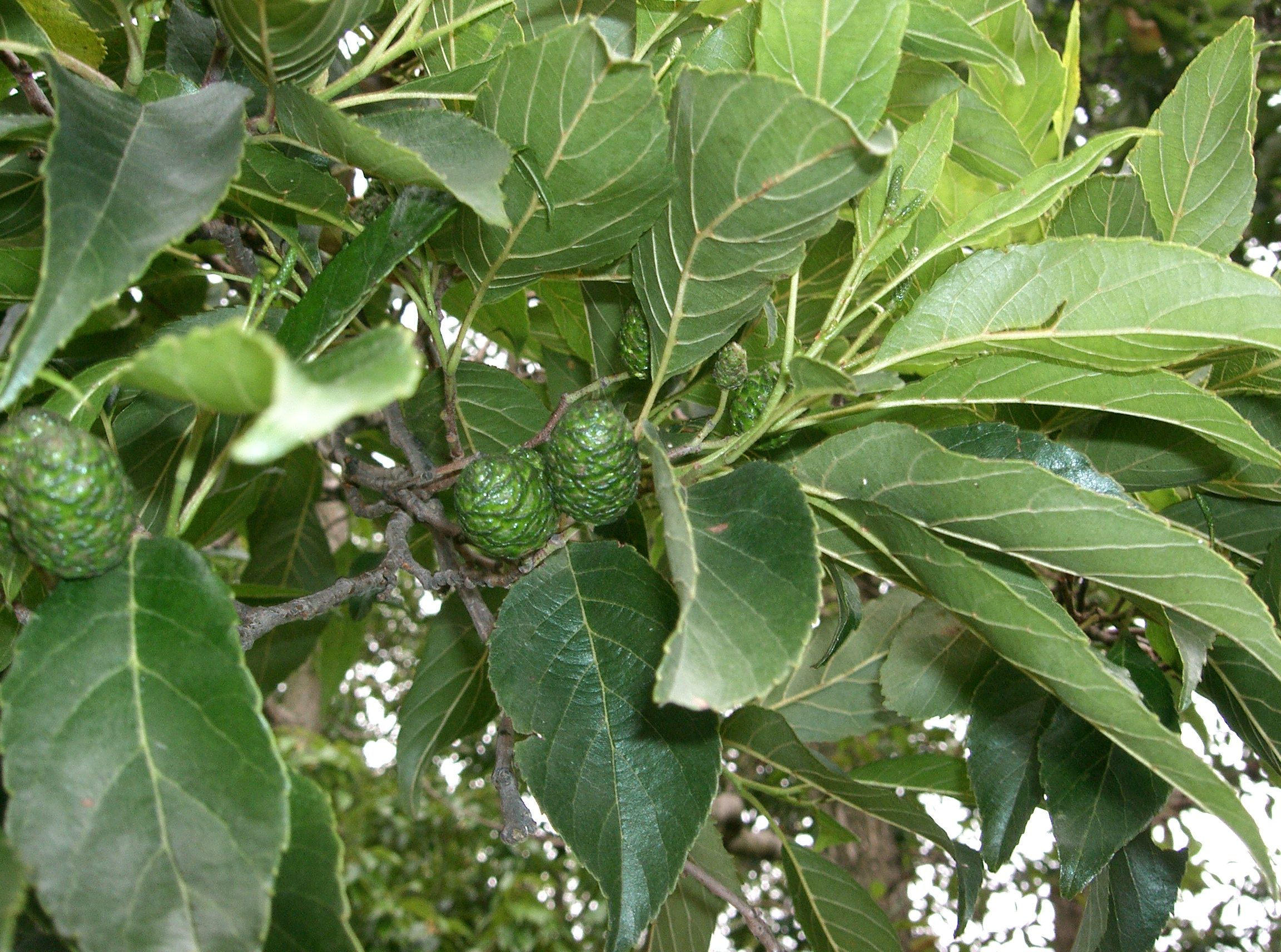
ハンノキ（カバノキ科）
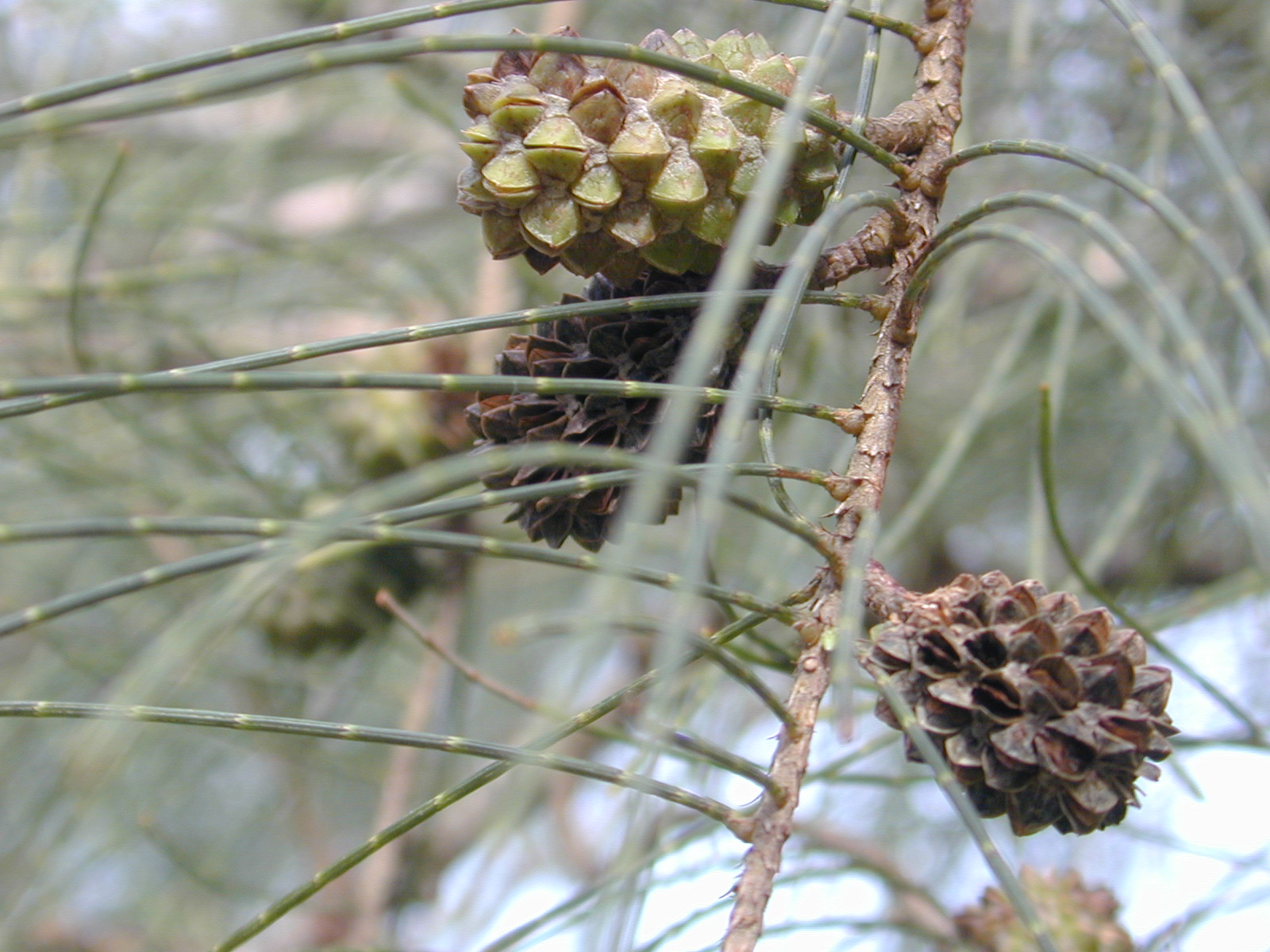
トクサバモクマオウ（モクマオウ科）